# رسالة في مبادئ المعرفة الإنسانية
رسالة في مبادئ المعرفة الإنسانية (بالإنجليزية: A Treatise Concerning the Principles of Human Knowledge)‏ هي دراسة فلسفية كتبها الفيلسوف التجريبي الأيرلندي جورج بيركلي ونُشرت في عام 1710 باللغة الإنجليزية. يعتبر هذا العمل من أهم المؤلفات التي تناولت نقد النظريات التي طرحها جون لوك حول طبيعة الإدراك والمعرفة، حيث يؤكد بيركلي على أن تجاربنا الحسية لا تُستمد من وجود مادة في الخارج، بل هي عبارة عن أفكار مستقلة بذاتها. ويستند بيركلي في ذلك إلى رؤية مفادها أن "الأفكار لا يُمكن أن تُشبِه إلا أفكارًا أخرى"؛ مما يعني أن العالم الخارجي كما نعيشه هو في جوهره مجموعة من الأفكار؛ وقد وُضع لهذا العالم منطق ونظام من قبل قوة عليا، هي الله.

## خلفية تاريخية
يُعتبر كتاب بيركلي (رسالة في مبادئ المعرفة الإنسانية) حلقة من حلقات النقاشات الفلسفية التي كانت منتشرة في القرن السابع عشر وأوائل القرن الثامن عشر. ففي هذا الجو كان الفلاسفة مثل رينيه ديكارت وجون لوك وديفيد هيوم يتناولون قضايا المعرفة والإدراك. اتفق هؤلاء الفلاسفة على أن التجربة هي مصدر المعرفة، لكن جورج بيركلي كان يرد ذلك ويسعى إلى دحض الآراء التي طرحها جون لوك حول طبيعة الإدراك
.

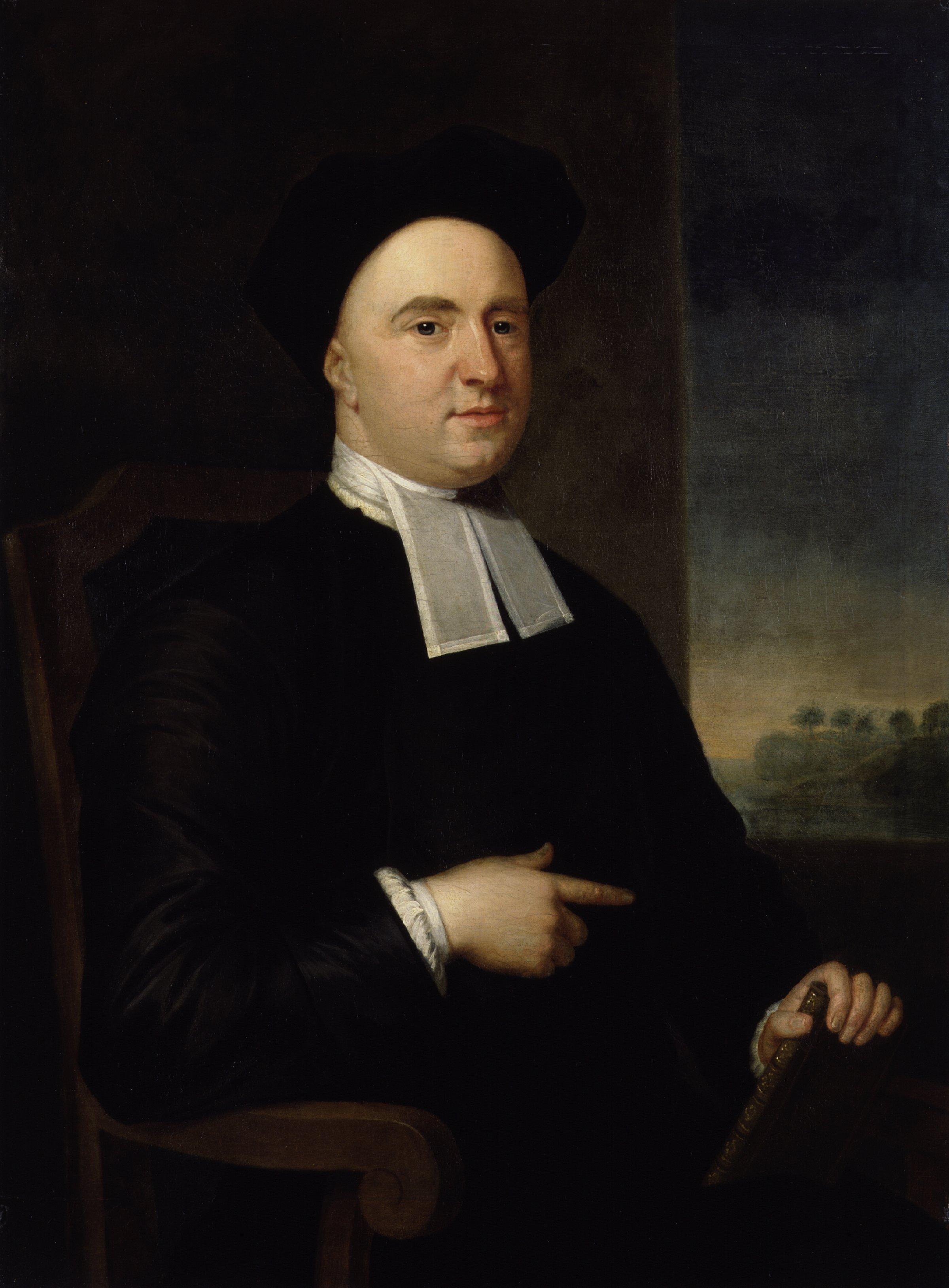
رفض جورج بيركلي وجود المادة واعتبرها مجرد تصورات.

في فلسفة جون لوك المعرفة تأتي من التجربة الحسية، والأفكار تتشكل من خلال تفاعلنا مع العالم الخارجي. إلا أن جورج بيركلي كان يخالف هذا الرأي، مُشيرًا إلى أن العالم الخارجي لا يمكن أن يوجد بشكل مستقل عن العقل المُدرِك. في هذه الرسالة يحاول بيركلي إثبات أن الأفكار لا يمكن أن تشبه إلا أفكارًا مثلها؛ مما يعني أن ما نعتبره مادة هو في الواقع مجرد تصورات في عقولنا.
ومن خلال هذا النقد أراد بيركلي إثبات أن الوجود الخارجي يعتمد على الإدراك، وأن الأشياء لا يمكن أن تكون موجودة إذا لم تُدرك. هذا الجدل الفلسفي كان له تأثير كبير على تطور الفلسفة الغربية في تلك الحقبة. حيث ساهم في تشكيل الأفكار المثالية والوجودية فيما بعد.

## الأفكار الرئيسية للرسالة
تتناول الرسالة نظرية المعرفة من منظور المثالية الذاتية أو اللا مادية. وفيها يقدم بيركلي نظريةً تتحدى الفلسفات السائدة في عصره.
تتمحور أفكار بيركلي حول رفض فكرة وجود مادة مستقلة عن العقل. فهو يؤكد أن الواقع الخارجي يتكون بالكامل من الأفكار، التي تُعتبر كيانات عقلية لا توجد إلا في عقول المدركين. اشتهر عن بيركلي قوله: "أن تكون هو أن تُدرك" (esse est percipi) كتعبير عن اعتقاده بأن وجود الأشياء مرتبط ارتباطًا وثيقًا بإدراكها. بناءً على هذه الرؤية لا وجود للأشياء إذا لم يكن هناك عقلٌ قادر على إدراكها.
ثم يعبّر بيركلي عن ضرورة فهم المعرفة كظاهرة ذاتية ونسبية، يشير إلى أن المعرفة ليست مجرد انعكاس للواقع، بل هي بناء نشط تتشكل من خلال تجربتنا الحسية وتنظيم عقلنا للأفكار المستمدة من تلك التجارب. في هذا السياق، يتحدى بيركلي أيضًا أفكارًا مجرّدة مثل الجمال وحمرة اللون الأحمر وما شابهها، مؤكدًا أنها ليست كيانات مستقلة بل مجرد تكرارات ذهنية وهياكل عقلية تأخذ معنىً من خلال التجربة الشخصية.
وكذلك ينتقد بيركلي بشدة التمييز بين الخصائص الأولية والثانوية الذي تبنّاه الفيلسوف جون لوك، حيث يعتبر أن جميع الخصائص ذات طبيعة ذاتية وترتبط بطريقة إدراك العقل لها؛ وبالتالي فإن الخصائص التي نسمع عنها (مثل الشكل واللون والملمس) ليست خصائص جوهرية للأشياء بحد ذاتها بل هي تجارب حسية تعكس تفاعلاتنا مع العالم من حولنا.
تطرح أفكار بيركلي أيضًا تساؤلات حول طبيعة السببية، حيث يشير إلى أن السببية ليست علاقة مباشرة بين الأشياء، بل هي علاقة بين الأفكار التي يتم إدراكها، مما يغير الطريقة التي نفهم بها العلاقة بين الأسباب والنتائج.

## تأثير الرسالة الفلسفي
كان لهذه الرسالة تأثير على الفلسفة الغربية لاحقًا، حيث ساهمت في إعادة ترتيب النقاشات حول طبيعة المعرفة والإدراك. فمن خلال تقديمه للفلسفة اللا مادية التي تؤكد أن الوجود يعتمد على الإدراك ، تحدى بيركلي المفاهيم السائدة في زمنه للوجود المادي والتي كان يدافع عنها فلاسفة كبار أمثال جون لوك وديكارت.
أحد أبرز آثار رسالة بيركلي هذه هو تأسيسه للفلسفة المثالية، التي تؤكد أن الأشياء لا يمكن أن توجد بشكل مستقل عن العقل المدرك. هذا الطرح كان له تأثير كبير على الفلاسفة اللاحقين مثل إيمانويل كانط الذي استخدم أفكار بيركلي كأساس ومنطلق لتوسيع رؤيته الفلسفية الخاصة حول المعرفة والوجود وإن كانت له اعتراضات على مثالية بيركلي. كما انتقد بيركلي الفلسفات التجريبية المعاصرة مما أدى إلى نقاشات واسعة حول حدود المعرفة البشرية وكيفية فهمنا للواقع.
أفكار بيركلي أثَّرت بشكل كبير على الفلاسفة في القرنين الثامن عشر والتاسع عشر. أفكاره حول اللا مادية والإدراك كانت أفكارًا تأصيلية وأساسية في تطوير الفلسفات الوجودية والمثالية، مما جعل عمله في هذه الرسالة جزءًا لا يتجزأ من تاريخ الفكر الغربي.